# Dá Que Falar
Dá Que Falar é uma escola de samba de Portugal, sediada em Sesimbra. Em sua cidade de origem, o carnaval não possui caráter competitivo. No entanto, a agremiação esteve em disputa do Troféu Nacional de Samba-enredo em 2012 e 2013, obtendo, respectivamente, a nona, e a décima colocação.

## Carnavais
| Ano  | Colocação | Enredo | Carnavalesco | Ref   |
| ---- | --------- | ------ | ------------ | ----- |
| 2009 |           |        |              |       |
| 2010 |           |        |              |       |
| 2011 |           |        |              |       |
| 2012 | 9º lugar  |        |              | [ 2 ] |
| 2013 | 10º lugar |        |              | [ 2 ] |